# Truinas
Truinas település Franciaországban, Drôme megyében. Lakosainak száma 143 fő (2022. január 1.). Truinas Bourdeaux, Comps, Dieulefit, Félines-sur-Rimandoule és Le Poët-Célard községekkel határos.

## Népesség
A település népessége az elmúlt években az alábbi módon változott:
| Lakosok száma | 117  | 104  | 107  | 131  | 137  | 127  | 119  | 119  | 127  | 143  |
|               | 1968 | 1982 | 1990 | 2006 | 2013 | 2015 | 2017 | 2019 | 2020 | 2022 |